# Camponotus maxwellensis
Camponotus maxwellensis é uma espécie de inseto do gênero Camponotus, pertencente à família Formicidae.